# Amerikanskaja dotj
Amerikanskaja dotj (russisk: Американская дочь) er en russisk spillefilm fra 1995 af Karen Sjakhnazarov.

## Medvirkende
- Vladimir Masjkov som Aleksej
- Allison Whitbeck som Anja / Anne
- Marija Sjuksjina som Olga Varakina
- Armen Dzhigarkhanyan som Archie Ardov
- Teddy Lane som Smith